# The Familiars: Il cerchio degli eroi
The Familiars: Il cerchio degli eroi (The Familiars 3. Circle of Heroes) è un romanzo fantasy per ragazzi, terzo libro della serie The Familiars, formata da quattro romanzi degli scrittori statunitensi Adam J. Epstein e Andrew Jacobson. The Familiars: Il cerchio degli eroi è stato pubblicato negli Stati Uniti nel 2012, mentre è uscito in Italia nel 2013 per la Newton Compton Editori.
La Sony Pictures Animation ha acquistato i diritti del primo libro (The Familiars) per produrre l'adattamento cinematografico.

## Trama
Dopo aver ricevuto il responso dalla Corona delle Nevi, Aldwyn, Skylar e Gilbert devono trovare i sette discendenti del Primo Phylum in modo da evocare la Fortezza Itinerante, dove si annida Paksahara. Nel frattempo le armate di zombie della lepre stanno devastando Vastia.Aldwin intanto scopre di avere una sorella di nome Yeardley.

## Seguiti
Il libro presenta un seguito: The Familiars: Il Palazzo dei Sogni (Newton Compton, 2014).

## Raccolta
Nel 2014 è uscita la raccolta intitolata The Familiars che però racchiude solo i primi tre volumi. Per questa edizione, il primo volume è stato reintitolato in The Familiars: A scuola di magia.

## Edizioni
- Adam J. Epstein & Andrew Jacobson, The Familiars: Il cerchio degli eroi, Newton Compton Editori, 2013, collana Nuova Narrativa Newton.
- Adam J. Epstein & Andrew Jacobson, The Familiars: Il cerchio degli eroi, Newton Compton Editori, 2014, collana Nuova Narrativa Newton, edizione in raccolta.